# Zaborovia
Zaborovia is een geslacht van uitgestorven kreeftachtigen uit de klasse van de Ostracoda (mosselkreeftjes).

## Soort
- Zaborovia obscura Polenova, 1952 †